# Tohana (underdistrikt)
Tohana är ett underdistrikt i Indien.   Det ligger i delstaten Haryana, i den norra delen av landet, 180 km nordväst om huvudstaden New Delhi.